# Punta Carnero (Ecuador)

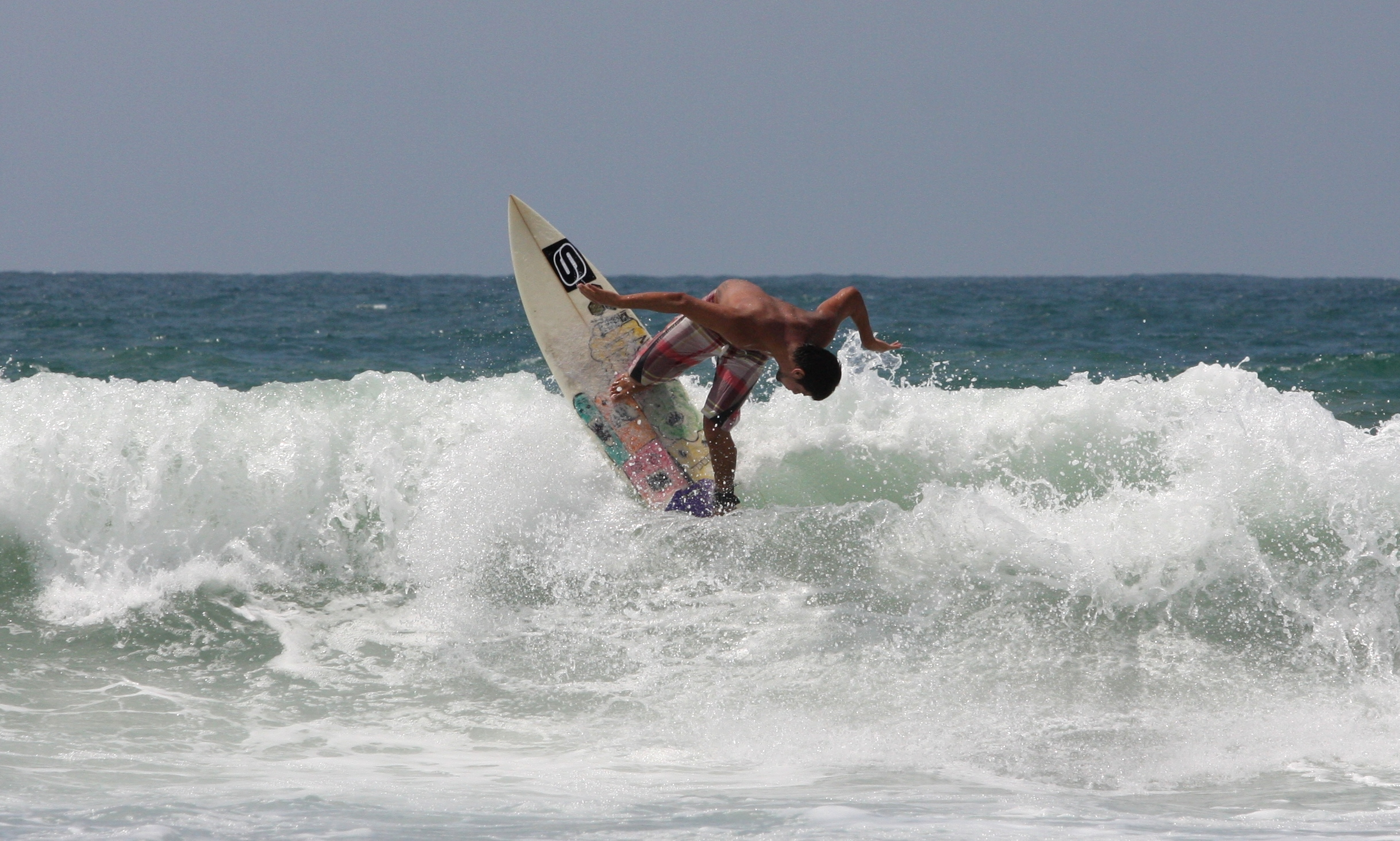
El Surf en Punta Carnero

Punta Carnero es una isla ubicada en la parroquia José Luis Tamayo del cantón Salinas, Provincia de Santa Elena, en Ecuador. Se denomina así por la punta rocosa del mismo nombre situada al extremo sureste de la playa.
Esta playa está relativamente separada de Salinas y La Libertad; hay que desviarse por una carretera de unos 3,5 km justo en la frontera entre los cantones antes mencionados. La carretera se denomina comúnmente desvío  Punta Carnero. Al llegar por la carretera uno se encuentra directamente con la playa: a la derecha la de Mar Bravo y a la izquierda la de Punta Carnero que se prolonga hasta las rocas, donde están unos acantilados. Por sobre ellos se encuentran algunas edificaciones entre las que se destaca el Hotel Punta Carnero. Siguiendo la carretera que bordea la playa en dirección sureste, tras pasar las rocas, siguen camaroneras y finalmente los pueblos de Ancón y Anconcito.
El avistamiento de ballenas jorobadas durante su época de apareamiento es de junio a octubre. Se puede contratar un tour especializado en embarcaciones exclusivas con guías expertos.

## La playa Punta Carnero
La playa es muy concurrida en invierno por turistas y bañistas de todo el país sobre todo por los de Guayaquil. La calidad de las olas  desde las rocas hasta el muelle de Ecuasal, es la razón por la que muchos surfistas recurren a esta playa para practicar el deporte.   La playa de Punta Carnero tiene 2500 metros de la vegetación costera exuberante, y el tamaño y el romper de las olas de Punta Carnero es una playa ideal para practicar Paravelismo , Bodyboard y Surf; por ello, es el escenario de importantes competiciones internacionales.

## La Ciudadela Miramar
Fue creada hace 40 años por el visionario Ramón Fernández Fernández quien fue el primer Propietario del Famoso Hotel Punta Carnero, lugar muy reconocido y visitado por artistas y cantantes de la época y que, con el paso de los años y muchas gestiones de Ramón Fernández,  se logró la vía Punta Carnero y luego el servicio  eléctrico las 24 horas  para el sector, entre otras. 

## Visión para Punta Carnero

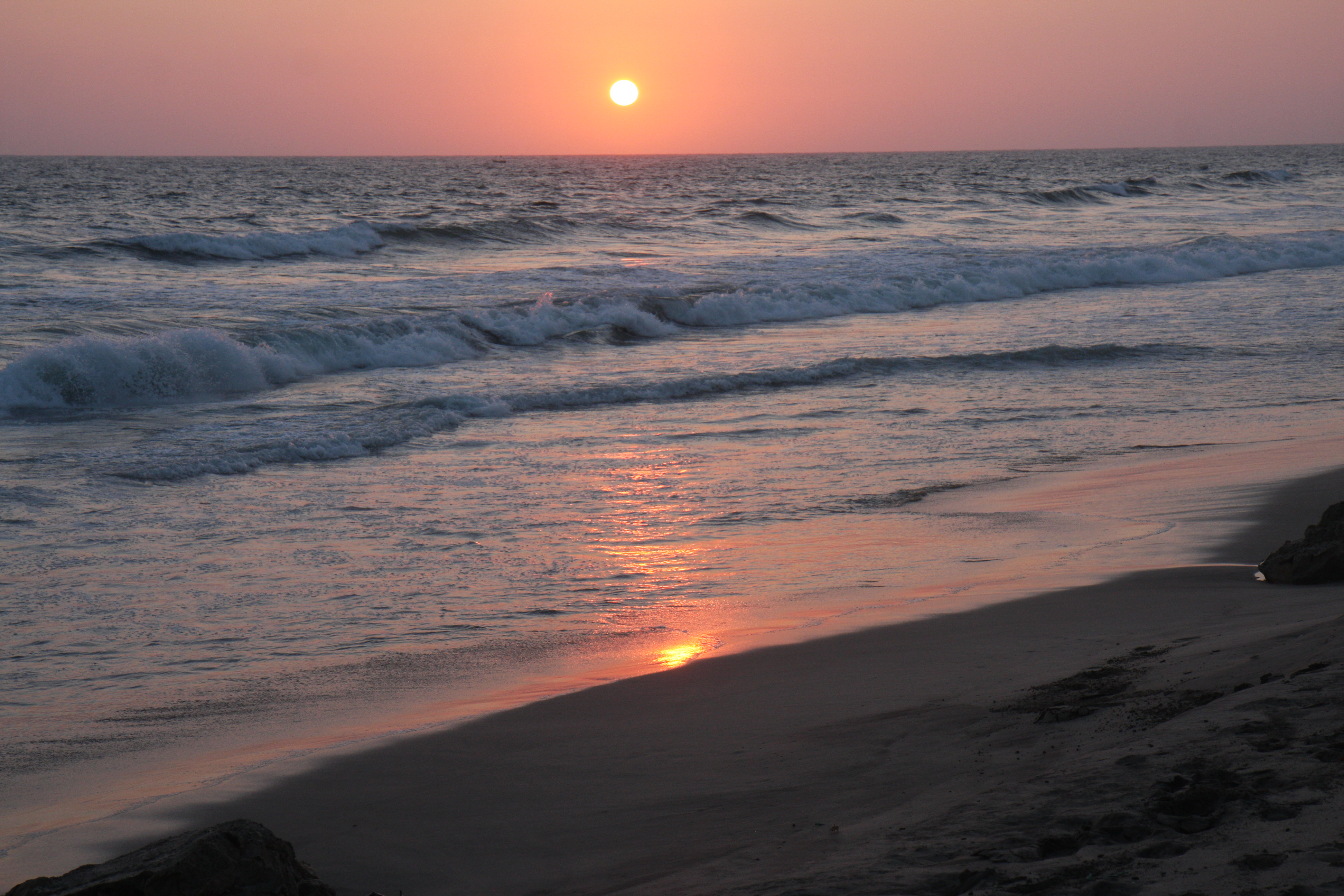
La playa de Punta Carnero

Punta Carnero tiene un gran atractivo. Una franja ancha de arena coronada por vegetación rastrera; olas espectaculares, atardeceres hermosos, una brisa maravillosa.
Punta Carnero tiene también un gran potencial. Está cerca del balneario de Salinas, cerca del aeropuerto, cerca del centro comercial, pero al mismo tiempo está lo suficientemente lejos de todo aquello para que el disfrute del extraordinario paisaje natural sea más íntimo e intenso.
Punta Carnero es también un lienzo en blanco y como tal una extraordinaria oportunidad para implementar una visión que sirva de ejemplo de buenas iniciativas y de estrecha coordinación entre la comunidad y las autoridades locales y nacionales.
Esta Visión Para Punta Carnero está siendo impulsada por propietarios y residentes en Punta Carnero, por vecinos, deportistas y otras tantas personas de diferentes sectores quienes con especial creatividad y entusiasmo están trabajando en varias iniciativas.
La Visión Para Punta Carnero implica planificación, zonificación y mejoras a varios niveles. Establecer las pautas, las iniciativas, las normas y las condiciones para un crecimiento ordenado y funcional, de gran expresión creativa y estética.

## 500 Casuarinas para la Reforestación de Punta Carnero
Por iniciativa de la Asociación Punta Carnero y mediante la activa gestión de Alfredo Menoscal y Edgar Sánchez, se ha conseguido la reproducción de 500 árboles de casuarinas para el programa de reforestación y jardines de Punta Carnero.
Las casuarinas son pinos resistentes al sol y que crecen bien en la arena y en condiciones de poca lluvia, y se dan muy bien en Punta Carnero.

## Iniciativas de la Asociación Punta Carnero
La Asociación Punta Carnero está llevando adelante varias iniciativas para hacer de Punta Carnero un ejemplo de orden, seguridad, funcionalidad y belleza. Estas iniciativas harán que disfrutemos aún más del extraordinario clima y paisaje de Punta Carnero, en compañía de nuestras familias y amigos.
En su momento comunicaremos en detalle sobre estas iniciativas, estableciendo los mecanismos para que todos podamos aportar ideas y colaborar en su implementación. 
Por lo pronto, con satisfacción queremos tres iniciativas que están en camino:

## Campaña de Mejoramiento de Fachadas y Jardines
Esta excelente iniciativa de la Asociación Punta Carnero hará que hasta el 20 de diciembre de este año, todos podamos observar un salto cualitativo de las fachadas y jardines de Punta Carnero. 
La idea es que cada propietario de lote, departamento o casa procure mejorar su fachada, su cerramiento y jardín de tal manera que el concurso de todos logre una extraordinaria mejora en Punta Carnero.
Esta campaña es parte de varias iniciativas adicionales que harán de Punta Carnero un lugar mucho más agradable para vivir y vacacionar.

## Actividades económicas
Entre las actividades económicas del sector se destacan el turismo y la producción de sal, pudiéndose encontrar varios pozos productores en dirección a la playa de Mar Bravo. El muelle en la playa corresponde a la compañía Ecuasal que bombea agua del mar para extraer la sal. Hasta hace algunos años, se podía ver máquinas automáticas extractoras de petróleo en los terrenos secos y desolados comprendidos entre la playa y la ciudad de La Libertad; que luego se procesaría en la Refinería de La Libertad, de la estatal Petroecuador. Pasando la Punta Carnero, existen piscinas de camarones y ciertos laboratorios, algunos de ellos abandonados.

## Galería

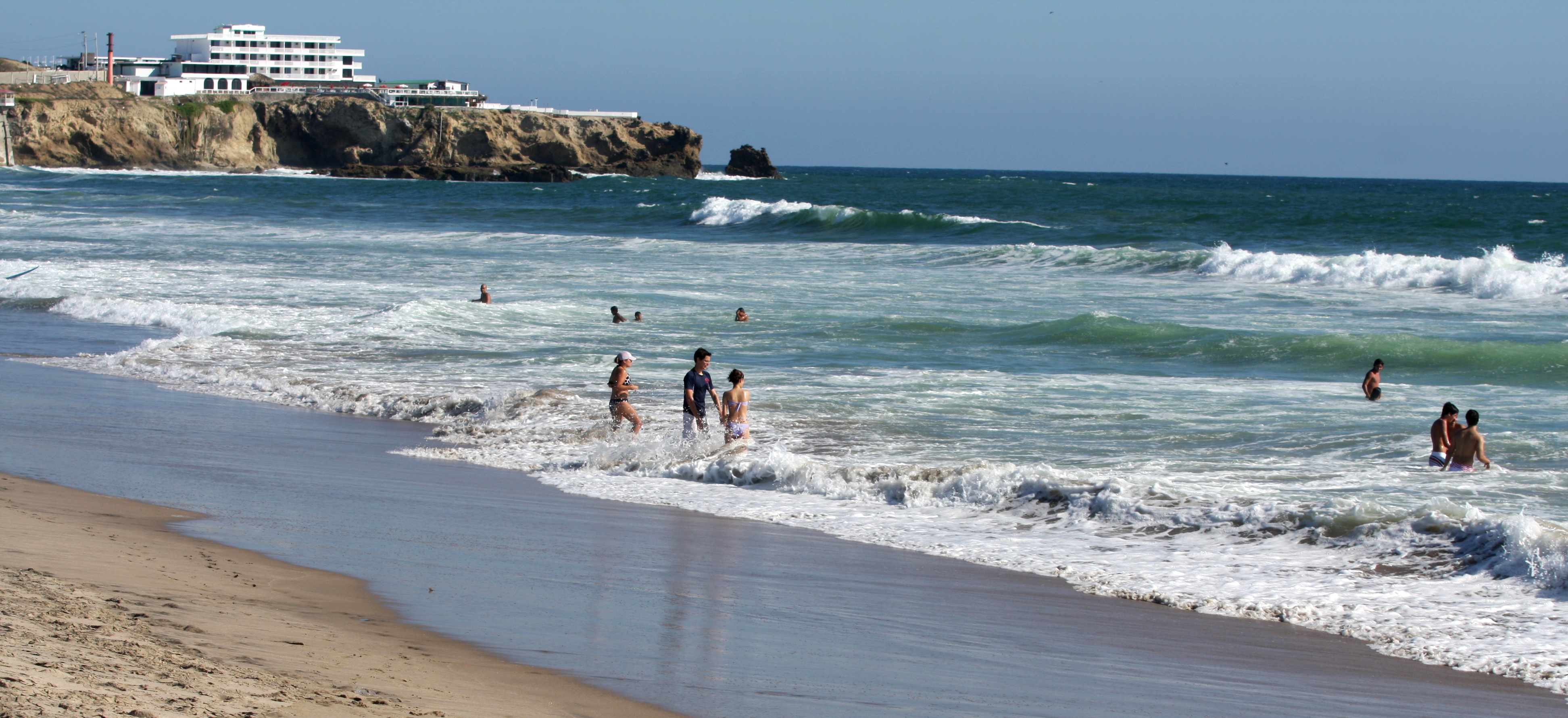
La playa de Punta Carnero Ecuador
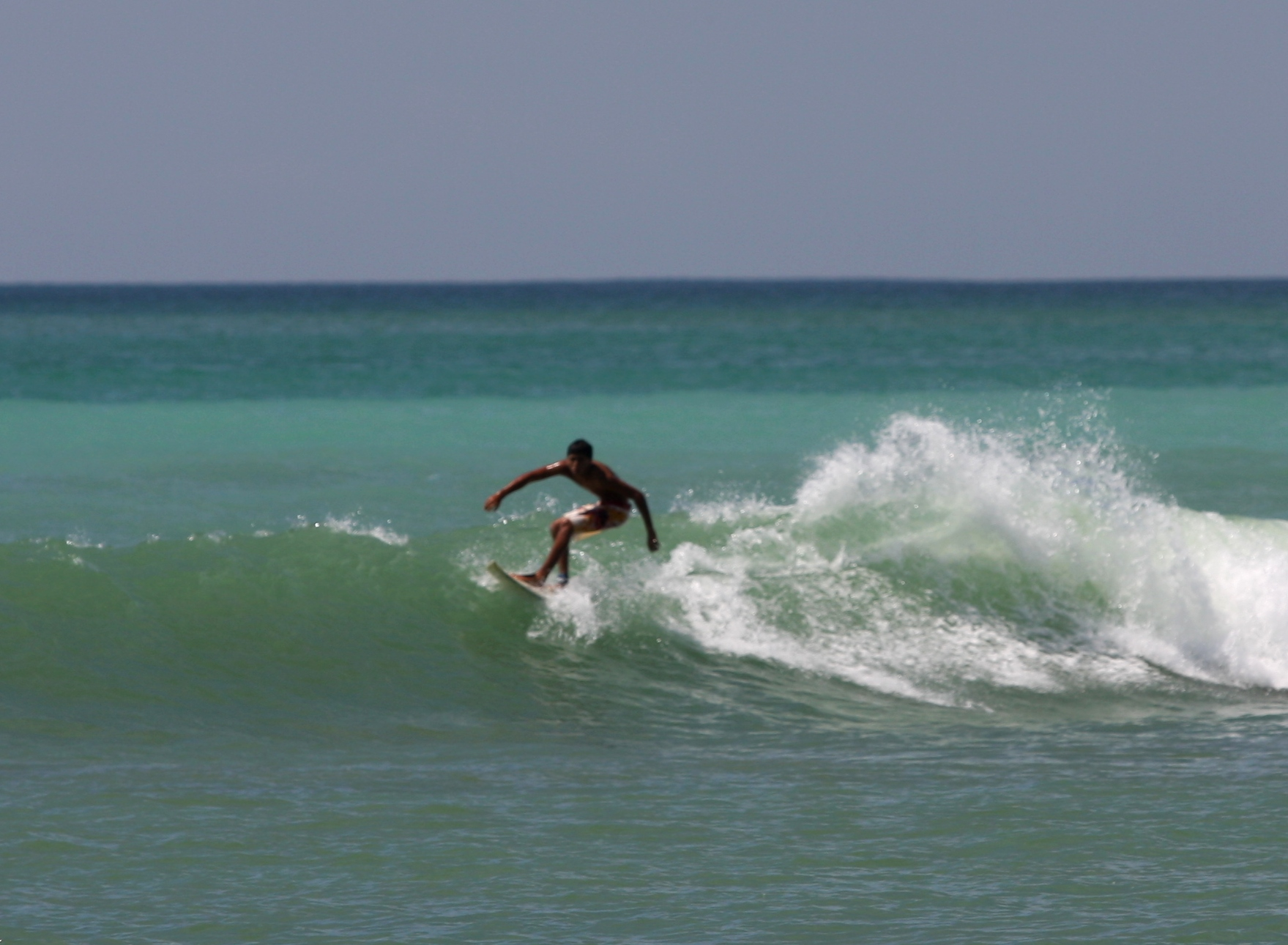
Surfista en la playa Punta Carnero Ecuador
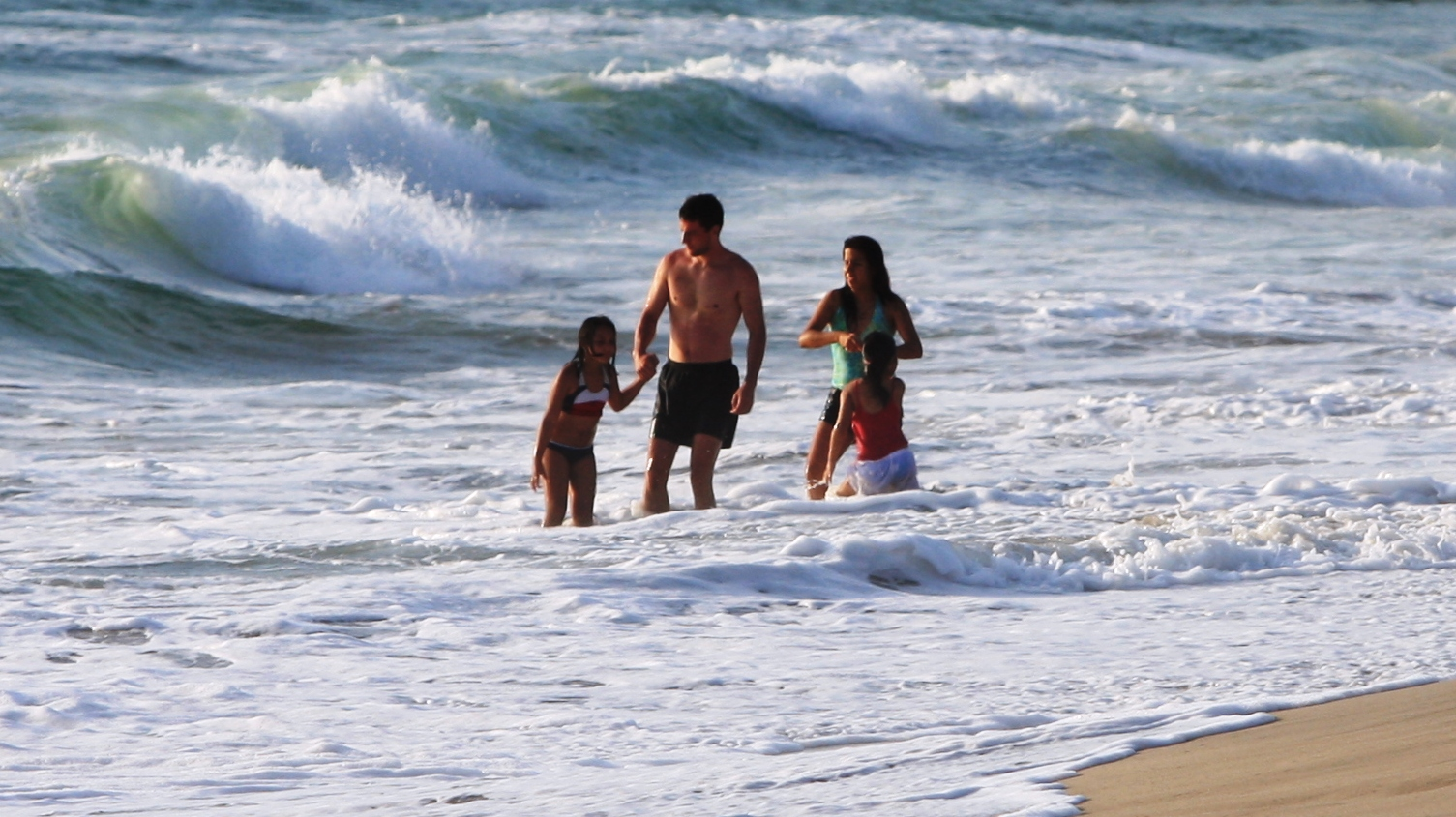
Tres Personas en la playa en Punta Carnero
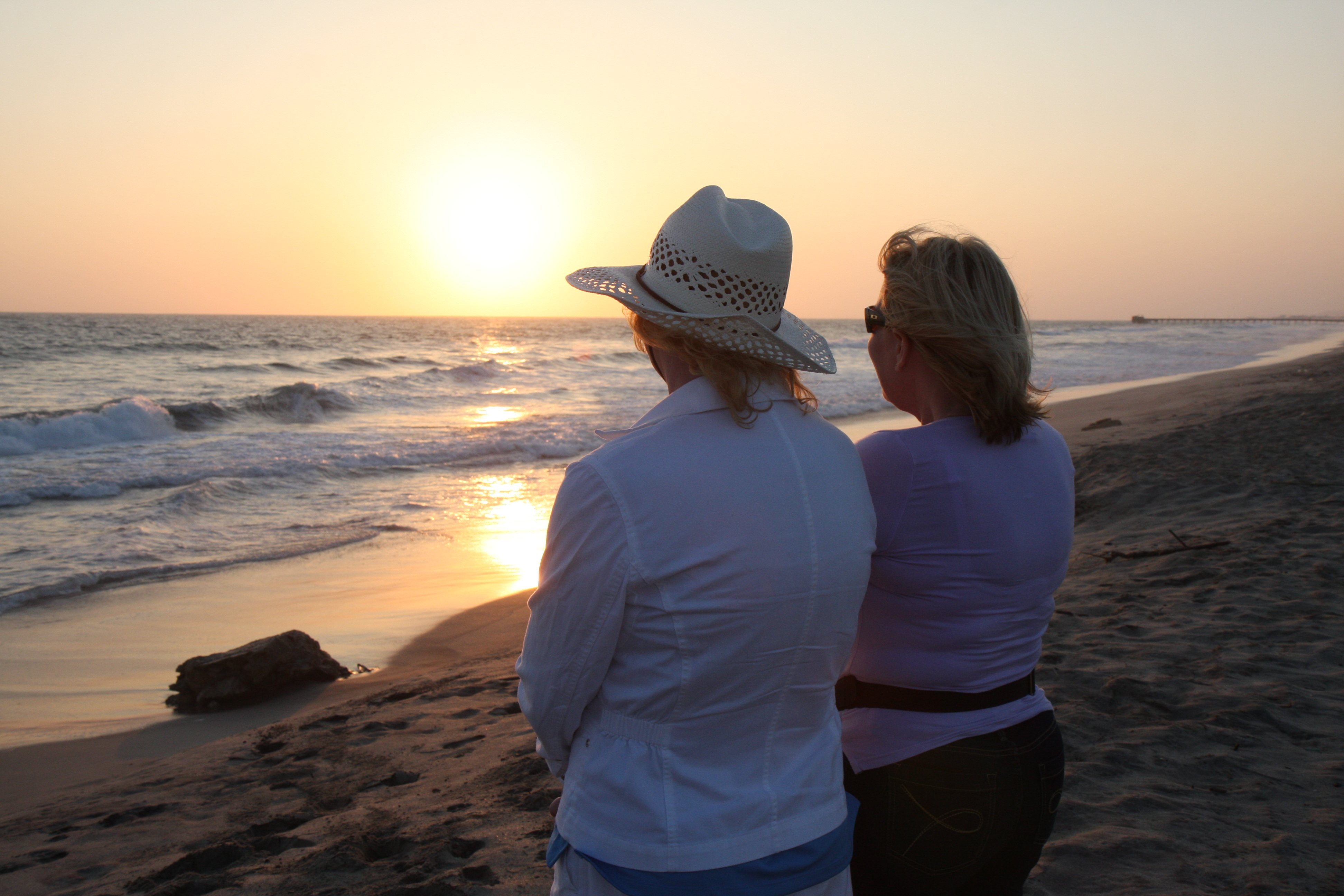
Dos personas en la playa en Punta Carnero Puesta Del Sol
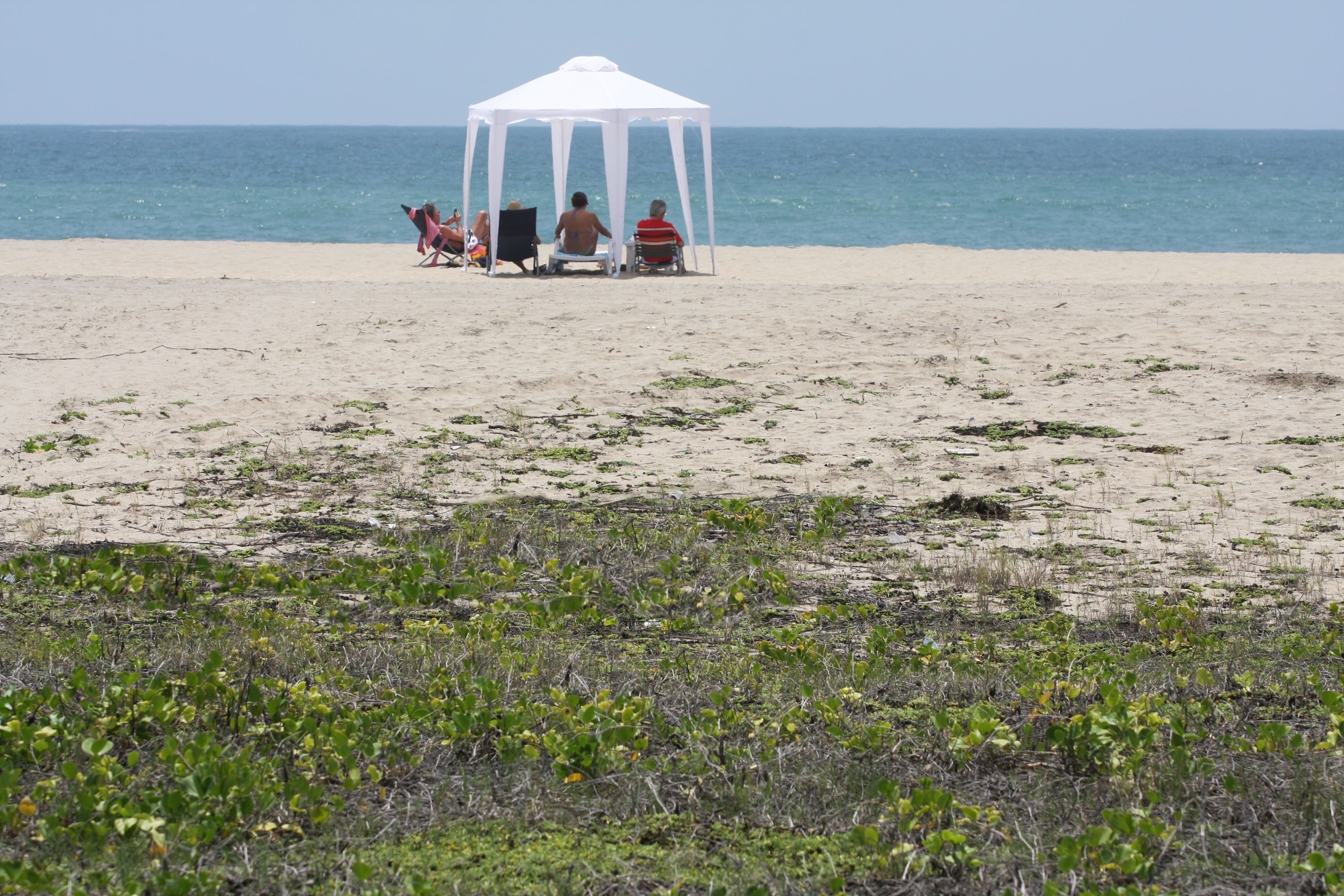
Playa Punta Carnero Ecuador